# فرودگاه بین‌المللی پورت هدلند
 فرودگاه بین‌المللی پورت هدلند (به انگلیسی: Port Hedland International Airport) یک فرودگاه همگانی با کد یاتا PHE است . این فرودگاه در کشور استرالیا قرار دارد و در ارتفاع ۱۰ متری از سطح دریا واقع شده‌است.

## شرکت‌های هواپیمایی و مقصدهای پروازی
| شرکت‌های هواپیمایی                     | مقصدهای پروازی   |
| ------------------------------------- | ---------------- |
| کانتاس                                | بریزبن، پرث      |
| کانتاس‌لینک اجرا توسط Cobham Aviation  | پرث              |
| کانتاس‌لینک اجرا توسط Network Aviation | پرث              |
| ویرجین استرالیا                       | انگوراه رای، پرث |
| ویرجین استرالیا رجیونال ایرلاینز      | پرث              |